# Kungsörs Båtvarv

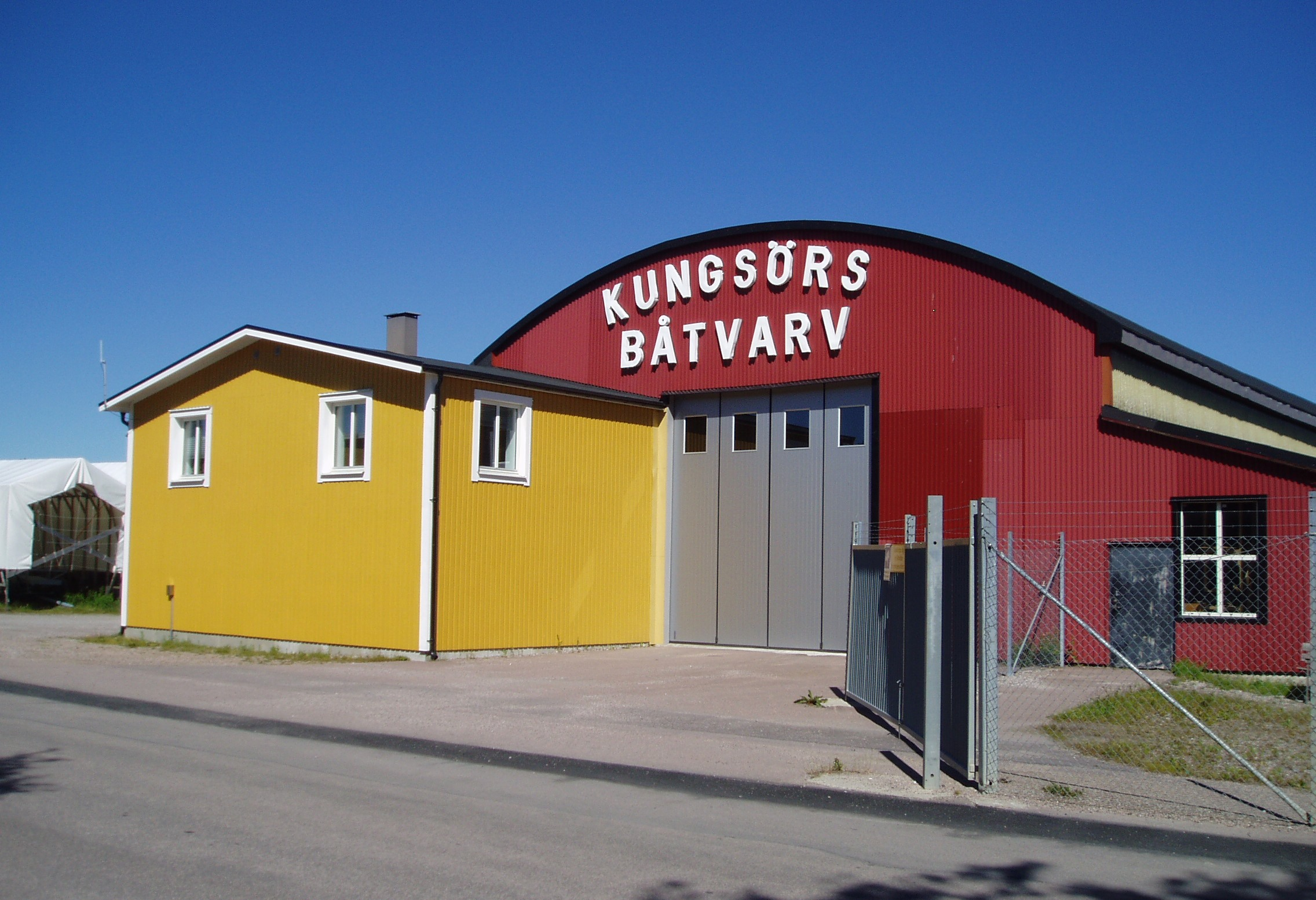
Kungsörs Båtvarv

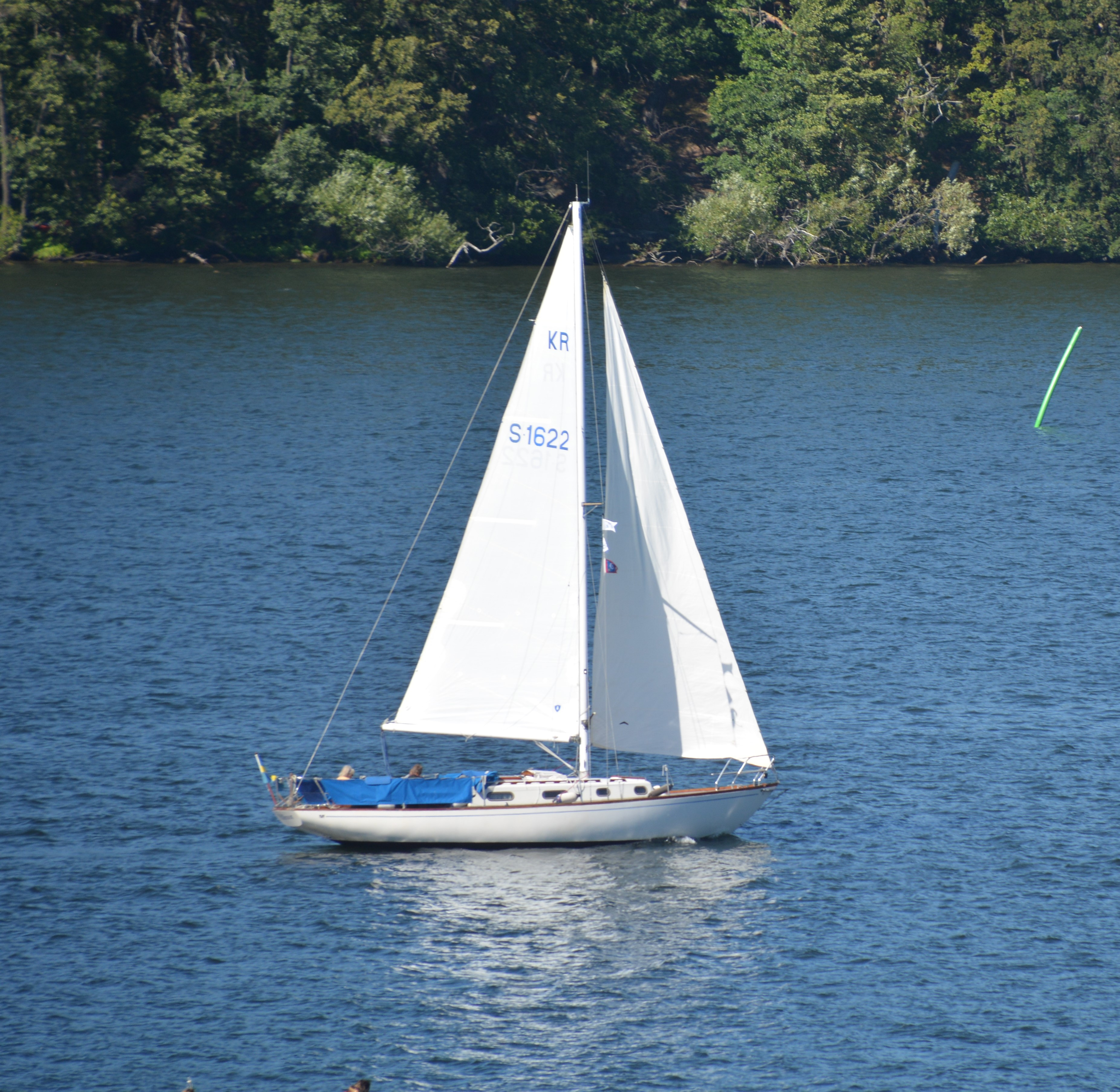
Schelinkryssare

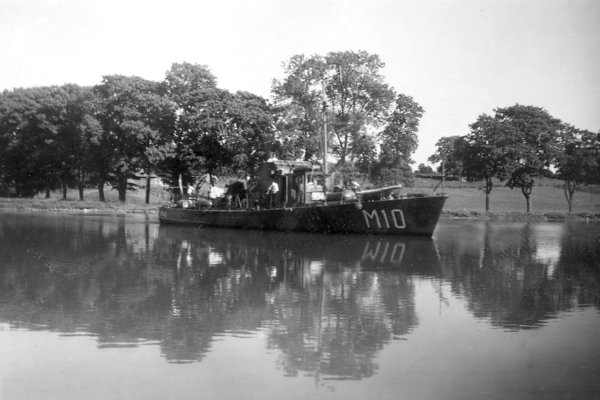
HMS M10 på Göta kanal 1950

Kungsörs Båtvarv AB grundades 1914, när Oscar Schelin började bygga segelbåtar i sin farbrors vagnmakarverkstad i Köping. Fram till 1970-talet byggde varvet segelbåtar, fiskebåtar och minsvepare i trä.
Under 1930 och 1940-talen var varvet den största båtbeslagstillverkaren i Sverige. Kappseglaren Lasse Thörn köpte sina Rush-båtar i 5,5 m-klassen av varvet. Under Olympiska sommarspelen 1964 i Tokyo 1964 var fem medverkande 5,5m-båtar byggda på varvet.
Idag drivs varvet av Oscars Schelins barnbarn Stefan Schelin och barnbarnsbarn Daniel Schelin.

## Byggda båtar i urval
- La Liberté, skärgårdskryssare, ritad av Erik Salander, byggd 1934 för Max Gumpel
- Laila, runabout, ritad 1935 av Ruben Östlund för Max Gumpel
- HMS M23 Vinö, minsvepare i mahogny, byggd 1940–1941, senare lustjakten Ingeborg av Malmö, längd: 28,03 meter, bredd: 5,0 meter